# Donald A. Lutz
Donald Alexander Lutz  (* 2. April 1940 in Syracuse, New York) ist ein amerikanischer Mathematiker und Hochschullehrer, der sich mit Differentialgleichungen und Differenzengleichungen befasst.

## Werdegang
Lutz studierte Mathematik an der Syracuse University, wo er 1963 seinen Master-Abschluss erwarb und 1965 über das Thema „On the characterization of systems of differential equations having regular singular solutions“ bei Wolfgang Jurkat promovierte.
Während seiner langjährigen Professuren an der University of Wisconsin–Milwaukee (1965 bis 1986) und der San Diego State University (ab 1996) fand er immer wieder Zeit für Gastprofessuren, insbesondere in Deutschland an der Universität Ulm (als Humboldt-Forschungspreisträger), wo er sich auch für den Studentenaustausch zwischen amerikanischen und deutschen Universitäten engagierte.
1967 bis 1969 war er Lecturer an der University of Maryland, 1973 Gastprofessor an der University of Southern California und 1969/70 am Mathematical Research Center der University of Wisconsin–Madison.
Er ist seit 1968 verheiratet und hat drei Kinder.

## Schriften
- mit R. Schäfke: „On the reduction of a class of nonhomogenous linear difference equations“, Journal of Difference Equations and Applications, Volume 2, Issue 4, 1996, 423–436, doi:10.1080/10236199608808076